# Tevatron

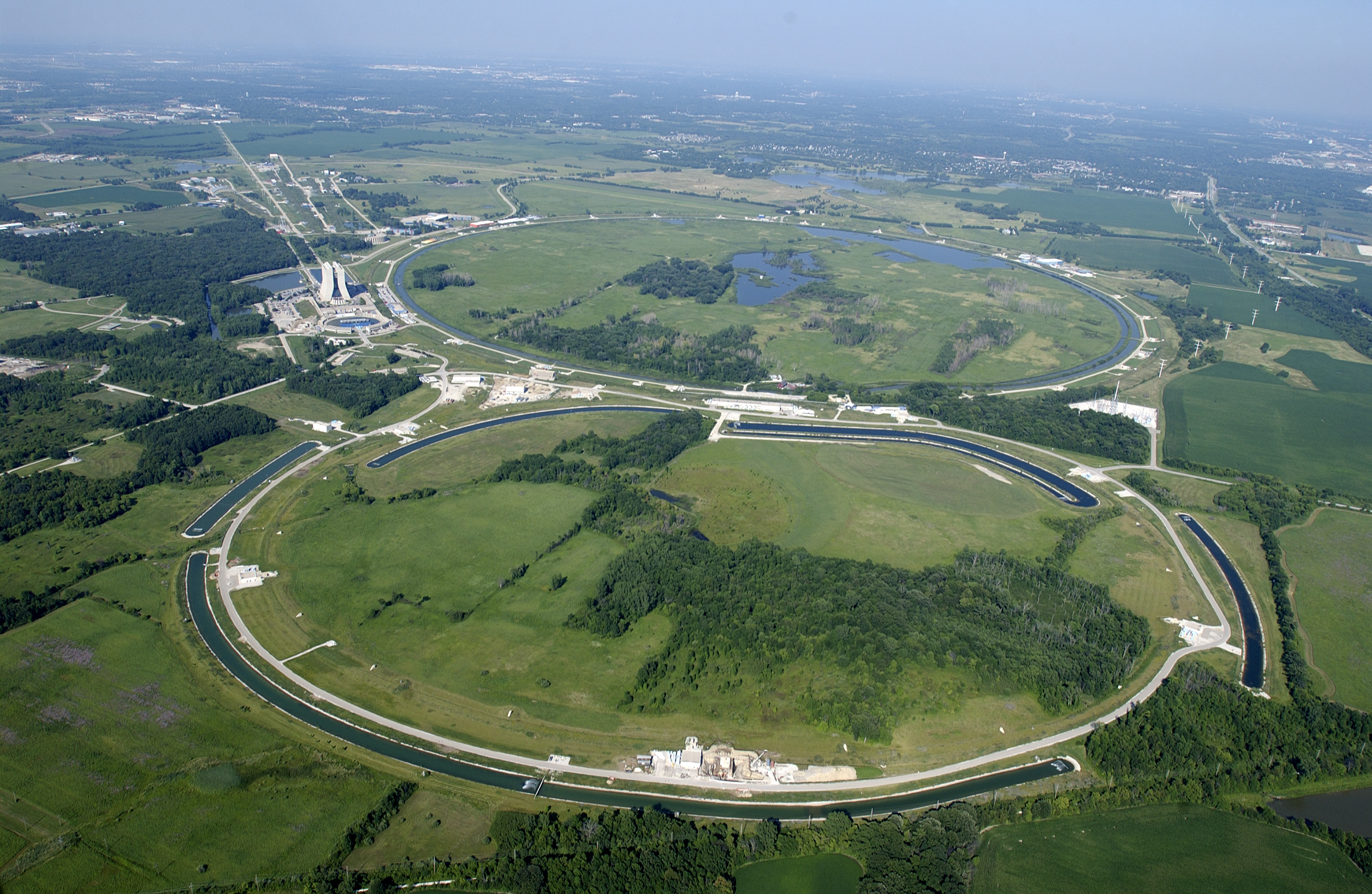
Letecký záběr na Tevatron (v podzemí)

Tevatron byl nejvýkonnější americký urychlovač částic, který pracoval od roku 1983. Přispěl k objevu 3 ze 17 elementárních částic. Posledním a nejvýznamnějším z nich byl tzv. top kvark. Zkoumal i různé druhy a stavy baryonů, které do té doby nebyly pozorovatelné. Technologie vyvinuté pro Tevatron přispěly k rozvoji dalších zařízení – např. k rozmachu magnetické rezonance v nemocnicích.
Svoji činnost ukončil 30. září 2011.

## Popis

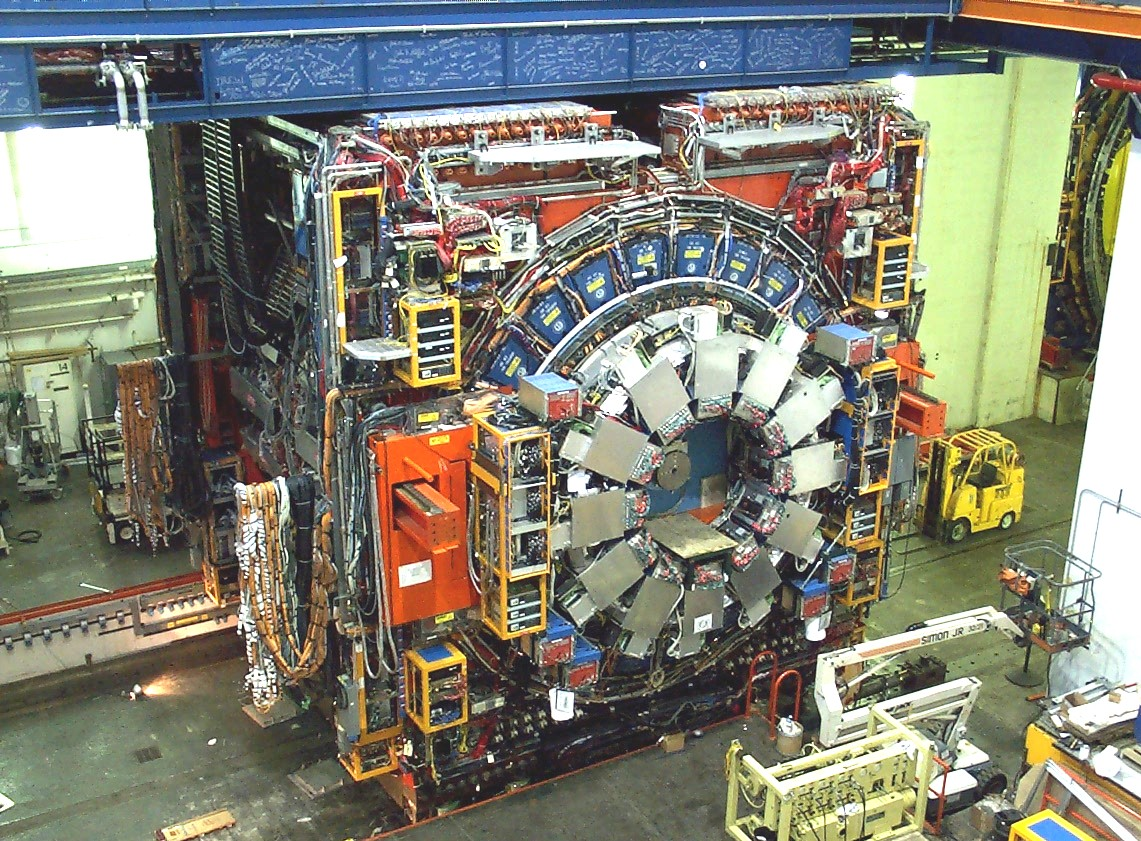
CDF byl jedním ze dvou detektorů částic v Tevatronu

Tevatron byl nejvýkonnějším urychlovačem na světě 25 let – od svého vzniku do roku 2008, kdy byl spuštěn Velký hadronový urychlovač v CERNu. Pracoval ve vládní laboratoři Fermi National Accelerator Laboratory (Fermilab) ve státě Illinois. Byl umístěn v kruhovém tunelu, jehož obvod měřil 6,3 kilometru. Jeho název odkazuje na fakt, že urychluje protony a antiprotony na energie až 1 TeV (bilion elektronvoltů).
Důvodem ukončení činnosti byly náklady na jeho provoz. Ministerstvo energetiky USA se rozhodlo 25 milionů dolarů na jeho roční provoz přesunout na jiné projekty Fermilabu, přestože někteří vědci požadovali prodloužení jeho činnosti do roku 2014 s tím, že by mohl stále učinit další objevy, mj. zachytit Higgsův boson.